# 38 pr. n. št.
38 pr. n. št. je bilo po julijanskem koledarju navadno leto, ki se je začelo na nedeljo ali ponedeljek, ali pa prestopno leto, ki se je začelo na soboto, nedeljo ali ponedeljek (različni viri navajajo različne podatke). Po proleptičnem julijanskem koledarju je bilo navadno leto, ki se je začelo na nedeljo.
V rimskem svetu je bilo znano kot leto sokonzulstva Pulhra in Flaka, pa tudi kot leto 716 ab urbe condita.
Oznaka 38 pr. Kr. oz. 38 AC (Ante Christum, »pred Kristusom«), zdaj posodobljeno v 38 pr. n. št., se uporablja od srednjega veka, ko se je uveljavilo številčenje po sistemu Anno Domini.

## Dogodki
- 1. januar - z odlokom rimskega cesarja Avgusta se prične španska doba na Iberskem polotoku.
- 17. januar - Avgust se poroči z Livijo

## Rojstva
- 14. januar - Neron Klavdij Druz, rimski politik in vojskovodja († 9 pr. n. št.)

## Smrti
- Orod II. Partski, veliki kralj Partskega cesarstva, vladal 57 - 38 pr. n. št.